# David Watson (skådespelare)
David William Watson, född 10 mars 1940 i Austin, Texas, död 5 oktober 2014 i New York, USA, var en brittisk-amerikansk skådespelare. Som korgosse medverkade han och sjöng vid kröningen av drottning Elizabeth II år 1953. Som skådespelare är Watson mest känd för att ha medverkat i filmerna Bortom apornas planet och The Wannabes samt TV-serien The Legend of Robin Hood. 
Watson avled efter sviterna av en hjärtinfarkt.

## Filmografi i urval
- 1965 - Rawhide (TV-serie)
- 19651966 - Never Too Young (TV-serie)
- 1966 - The Girl from U.N.C.L.E. (gästroll i TV-serie)
- 1968 - The Legend of Robin Hood (TV-serie)
- 1970 - Bortom apornas planet
- 1977 - Charlies änglar (gästroll i TV-serie)
- 1978 - Project U.F.O. (gästroll i TV-serie)
- 1988 - Perry Mason: The Case of the Lady in the Lake
- 1994 - Tur i oturen
- 2003 - The Wannabes